# Afrikansk guldkat
Den afrikanske guldkat (latin: Caracal aurata) er et dyr i kattefamilien. Den er omtrent dobbelt så stor som en huskat og er kraftigt bygget med lange ben, store poter og ret kort hale. Den afrikanske guldkat lever hovedsageligt i fugtige skove omkring ækvator i det vestlige og centrale Afrika. Den er ifølge genetiske undersøgelser nært beslægtet med karakalen og servalen.

## Størrelse
Den afrikanske guldkat bliver 61-100 cm lang med en hale på 16-46 cm og vejer 5,5-16 kilo. Hannen er større end hunnen.